# Internazionali di Tennis Città di Perugia
Gli Internazionali di Tennis Città di Perugia sono un torneo professionistico di tennis giocato su campi in terra rossa che fanno parte del circuito Challenger e si giocano annualmente a Perugia in Italia dal 2015. Hanno preso l'odierna denominazione nel 2017; per ragioni di sponsorizzazione. La prima edizione del giugno 2015 prese il nome Blu-Express.com Tennis Cup, mentre la seconda, nel 2016, prese il nome Blu Panorama Airlines Tennis Cup.
Il torneo è organizzato dalla MEF Tennis Events, che ha organizzato anche diversi altri eventi tennistici come gli Internazionali di Tennis d'Abruzzo, gli Internazionali di Tennis dell'Umbria e gli Internazionali di Tennis Città dell'Aquila.

## Albo d'oro

### Singolare
| Anno | Campione                | Finalista               | Punteggio        |
| ---- | ----------------------- | ----------------------- | ---------------- |
| 2025 | Andrea Pellegrino       | Nerman Fatić            | 6–2, 6–4         |
| 2024 | Luciano Darderi         | Sumit Nagal             | 6–1, 6–2         |
| 2023 | Fábián Marozsán         | Edoardo Lavagno         | 6–2, 6–3         |
| 2022 | Jaume Munar             | Tomás Martín Etcheverry | 6–3, 4–6, 6–1    |
| 2021 | Tomás Martín Etcheverry | Vitaliy Sachko          | 7–5, 6–2         |
| 2020 | Non disputato           | Non disputato           | Non disputato    |
| 2019 | Federico Delbonis       | Guillermo García López  | 6–0, 1–6, 7–6(5) |
| 2018 | Ulises Blanch           | Gianluigi Quinzi        | 7–5, 6–2         |
| 2017 | Laslo Đere              | Daniel Muñoz de la Nava | 7–6(2), 6–4      |
| 2016 | Nicolás Kicker          | Blaž Rola               | 2–6, 6–3, 6–0    |
| 2015 | Pablo Carreño Busta     | Matteo Viola            | 6–2, 6–2         |

### Doppio
| Anno | Campioni                                  | Finalisti                             | Punteggio        |
| ---- | ----------------------------------------- | ------------------------------------- | ---------------- |
| 2025 | Romain Arneodo Manuel Guinard             | Robin Haase Vasil Kirkov              | 3–6, 6–3, [10–5] |
| 2024 | Guido Andreozzi Miguel Ángel Reyes Varela | Sriram Balaji Andre Begemann          | 6–4, 7–5         |
| 2023 | Boris Arias Federico Zeballos             | Luciano Darderi Juan Pablo Paz        | 7–6(3), 7–6(6)   |
| 2022 | Sadio Doumbia Fabien Reboul               | Marco Bortolotti Sergio Martos Gornés | 6–2, 6–4         |
| 2021 | Vitaliy Sachko Dominic Stricker           | Tomás Martín Etcheverry Renzo Olivo   | 6–3, 5–7, [10–8] |
| 2020 | Non disputato                             | Non disputato                         | Non disputato    |
| 2019 | Tomislav Brkić Ante Pavić                 | Rogério Dutra da Silva Szymon Walków  | 6–4, 6–3         |
| 2018 | Daniele Bracciali Matteo Donati           | Tomislav Brkić Ante Pavić             | 6–3, 3–6, [10–7] |
| 2017 | Salvatore Caruso Jonathan Eysseric        | Nicolás Kicker Fabrício Neis          | 6–3, 6–3         |
| 2016 | Rogério Dutra da Silva Andrés Molteni     | Nicolás Barrientos Fabrício Neis      | 7–5, 6–3         |
| 2015 | Andrea Collarini Andrés Molteni           | James Cerretani Costin Pavăl          | 6–3, 7–5         |